# Jaap Mol
Jacob Mol (Koog aan de Zaan, 3 febbraio 1912 – Amsterdam, 9 dicembre 1972) è stato un calciatore olandese, di ruolo attaccante.